# 领航员

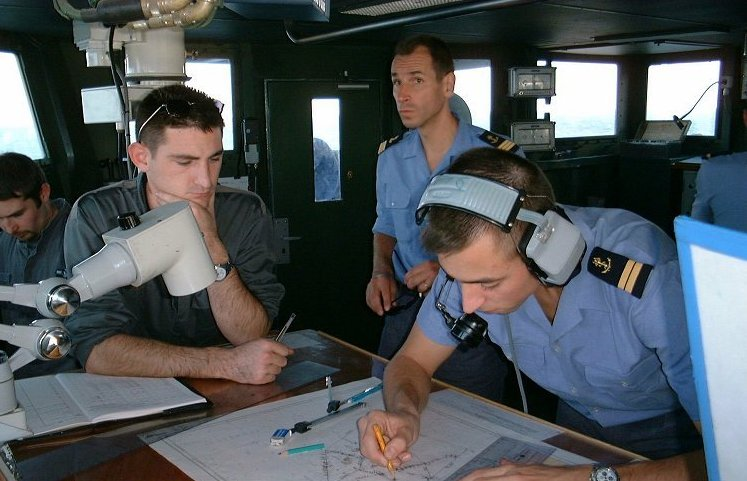

领航员是指在航海或航空中，承担导航的人员。领航员的主要责任包括船或飞机的定位、计划旅程航线、估计航行时间、避免航线中的危险。因为责任要求，领航员需要收藏海图和控制航行设备，通常也要了解使用气象和通讯设备。在没有单独领航员的船上，通常船长承担相关责任。

## 相關
- 引水人：引導船隻進出港灣及河流的人
- 水手是以航海為職業的人，但是不被稱為「航海家」，因為他們不是主導航海路線的專家。
- 航海家